# 中国女排黄金三代
中國女排黃金三代多指中国媒体给予在主教练郎平带领下，朱婷領軍的一代中国女排队员的称呼，（2015年世界杯时曾春蕾担任隊長、2016年里約奧運會惠若琪担任隊長）。她们自2014年首次组队以来便取得了良好的战绩，巅峰战绩是于2016年在里约热内卢举行的2016年夏季奥林匹克运动会上获得了奥运会冠军，这也是21世纪至今（2001年-2016年）以来世界女子排球仅有的兩个“连冠”之一，另一個“连冠”也由中國女排取得（由陈忠和執教取得的2003年世界杯、2004年雅典奧運會冠军）。

## 前四年

### 成长期（2013--2014）
2013年4月25日，郎平接任俞覺敏，再度擔任中國國家女子排球隊主教練。
2014年10月12日，帶領中國女排在意大利舉行的世界排球錦標賽中奪得銀牌。

### 黄金期（2015-2019）
2015年9月6日，中國女排在第12屆世界盃中以10勝1負的成績奪冠，時隔11年再獲世界冠軍頭銜，這也是郞平作為主教練所得到的第一個世界冠軍。
2016年1月24日，於CCTV體壇風雲人物評選頒奬典禮中，郎平榮獲最佳主教練和年度評委會大奬，而中國女排獲得最佳團隊殊榮。
2016年8月21日，在巴西里约奥运会上，郎平率领中国女排击败塞尔维亚队，这是郎平执教生涯中第一次率队赢得奥运会冠军。她也成为世界上分别以球员和教练身份都获得奥运会女排金牌的第一人。

### 三大賽榮譽
| 年份   | 執教隊伍 | 世界大賽                    | 主辦國 |
| ------ | -------- | --------------------------- | ------ |
| 2014年 | 中國     | 第17屆世界女排錦標賽 - 亞軍 | 義大利 |
| 2015年 | 中國     | 第12屆世界杯 - 冠軍         | 日本   |
| 2016年 | 中國     | 里约奥运会 - 冠軍           | 巴西   |